# Emir Ahmatović
Emir Ahmatović (* 16. Januar 1987 in Tutin, Jugoslawien) ist ein deutscher Profiboxer jugoslawischer Herkunft.

## Amateurkarriere
Emir Ahmatović ist im serbischen Tutin geboren, seine Mutter stammt aus Montenegro. Aufgewachsen ist er in der mittelhessischen Stadt Wetzlar, wo er im Boxteam Lahn Wetzlar trainierte.
Emir Ahmatović boxte für die Mannschaften SV Motor Babelsberg sowie BC Straubing in der 1. Bundesliga, kämpfte für das Team German Eagles in der World Series of Boxing, war Teilnehmer des semiprofessionellen Turniermodus AIBA Pro Boxing und wurde auch in die deutsche Nationalmannschaft aufgenommen. Er wurde 2012 Deutscher Vizemeister im Schwergewicht und gewann 2013 den Chemiepokal durch Siege gegen Anton Pinchuk und Fabio Turchi.
Sein größter Erfolg als Amateur war der Gewinn einer Bronzemedaille im Schwergewicht bei den Europameisterschaften 2013 in Minsk. Nach Siegen gegen Raitis Sinkēvičs und Sandro Dirnfeld hatte er das Halbfinale erreicht, wo er gegen Alexei Jegorow ausgeschieden war. Er war damit auch für die Weltmeisterschaften 2013 in Almaty qualifiziert, wo er in der Vorrunde Marko Radonjić besiegte und im Achtelfinale gegen Tommy McCarthy unterlag.

## Profikarriere
Er bestritt sein Profidebüt am 11. März 2017 bei Sauerland Event und wechselte im Dezember 2018, nach einer verletzungsbedingten Kampfpause von 15 Monaten, zu Petkos LMS Box-Promotion in München.
Am 4. Dezember 2021 verlor er durch TKO in der dritten Runde gegen Filip Hrgović und am 9. Juni 2023 durch TKO in der fünften Runde gegen David Adeleye.